# Urskovens Søn
Urskovens Søn (originaltitel The Half-Breed) er en amerikansk stumfilm fra 1916 instrueret af Allan Dwan.

## Medvirkende
- Douglas Fairbanks som Lo Dorman.
- Alma Rubens som Teresa.
- Sam De Grasse som Sheriff Dunn.
- Tom Wilson som Dick Curson.
- Frank Brownlee som Winslow Wynn.